# Gesetz der äquivalenten Proportionen
Das Gesetz der äquivalenten Proportionen besagt, dass sich chemische Elemente stets im Verhältnis bestimmter Verbindungsmassen ("Äquivalentmassen") oder ganzzahliger Vielfacher dieser Massen zu chemischen Verbindungen vereinigen. Es wurde 1791 von dem deutschen Chemiker Jeremias Benjamin Richter (1762–1807) aufgestellt, ohne dabei auf die Atomhypothese zurückzugreifen. Richter gilt damit als eigentlicher Begründer der Stöchiometrie. Sein Gesetz geht über das bald danach von Joseph-Louis Proust 1797 aufgestellte Gesetz der konstanten Proportionen und 1808 von John Dalton erweiterte Gesetz der multiplen Proportionen hinaus, schließt aber beide in sich ein. Dalton kannte zudem nachweislich das grundlegende Werk Richters, stützte sich bei der Erklärung des Gesetzes aber bereits auf die Atomtheorie.
Richter gründete sein Gesetz auf die praktischen Erfahrung, dass zwei Salze, die miteinander reagieren, wiederum neutrale Verbindungen bilden und er wollte dieses Phänomen quantitativ erfassen:

„Die Mathematik rechnet alle diejenigen Wissenschaften zu ihrem Gebiete, wo es nur Größen giebt, und eine Wissenschaft liegt folglich mehr oder weniger in dem Kreiße der Meßkunst, je mehr oder weniger Größen zu bestimmen sind. Durch diese Wahrheit wurde ich bey chymischen Versuchen öfters zu der Frage veranlasset, ob und in wie ferne wohl die Chymie ein Theil der angewandten Mathematik sey; besonders wurde sie bey der so gewöhnlichen Erfahrung rege: daß zwey neutrale Salze, wenn sie einander zerlegen, wiederum neutrale Verbindungen machen. Die unmittelbare Folgerung, so ich hieraus zog, konnte keine andre seyn, als daß es bestimmte Größenverhältnisse zwischen den Bestandtheilen der neutralen Salze geben müsse.“

Richter mischte zunächst in wässriger Lösung die zwei Salze Calciumacetat und Kaliumtartrat. Die Lösung blieb neutral, was zur damaligen Zeit nicht selbstverständlich erschien, und es fiel ein Niederschlag von Calciumtartrat aus. Richter verallgemeinerte dieses Tatsache und folgerte, dass eine Salzmischung aus A1B1 mit A2B2 kombiniert vier Mischsalze in bestimmten mathematischen Kombinationen bilden kann (A1B1, A1B2, A2B1, A2B2). Aus den Verhältnissen A1/B1=x, A2/B1=y usw. können alle einzelnen Salzmischungen entsprechend der Neutralität der resultierenden Lösung errechnet werden.